# Jonathan Tiernan-Locke
Jonathan (John) Tiernan-Locke (Plymouth, Devon, 26 de desembre de 1984) és un ciclista anglès, professional entre el 2009 i el 2017.
En el seu palmarès destaca la victòria al Tour del Mediterrani, el Tour de l'Alt Var i la Volta a la Gran Bretanya de 2012. Després d'aquesta bona temporada, en què finalitzà tercer a l'UCI Europa Tour, confirmà el fitxatge pel Team Sky, equip amb el qual va córrer durant una temporada.
El 2013 fou suspès per irregularitats en el seu passaport biològic, ja que segons els experts que analitzaren les dades dels resultats hauria recorregut al dopatge per millorar el seu rendiment. Aquestes irregularitats van tenir lloc el 2012, quan corria amb l'Endura Racing i fins al setembre de la següent temporada no sortiren els resultats anòmals. El Team Sky l'apartà de la competició fins a aclarir el cas. Al juliol de 2014 la Unió Ciclista Internacional va anunciar una sanció de dos anys sense poder competir, finalitzant aquesta el 31 de desembre de 2015. Simultàniament fou desposseït de la victòria a la Volta a la Gran Bretanya del 2012. Després d'un breu retorn a la competició el 2016, posà punt-i-final a la seva carrera esportiva el febrer del 2017.

## Palmarès
- 2008
  - 1r a la Totnes - Vire Stage Race i vencedor d'una etapa
- 2010
  - Vencedor d'una etapa de la FBD Insurance RÁS
- 2011
  - Vencedor d'una etapa de la Volta a Lleó
  - Vencedor de la classificació de la muntanya a la Volta a la Gran Bretanya
- 2012
  - 1r al Tour del Mediterrani, vencedor de 2 etapes i de la classificació per punts
  - 1r al Tour de l'Alt Var, vencedor d'una etapa i de la classificació per punts
  - 1r al Tour d'Alsàcia i vencedor de 2 etapes
  - 1r a la Volta a la Gran Bretanya[7]